# Wilhelm Haug
Wilhelm Karl Haug (* 11. Oktober 1904 in Lich; † 5. Juni 1940 bei Villers) war ein hessischer Politiker (NSDAP) und Abgeordneter des Landtags des Volksstaates Hessen in der Weimarer Republik.

## Familie und Beruf
Wilhelm Haug war der Sohn des Maschinenmeisters Mathias Haug und dessen Frau Helene geborene Vogt. Wilhelm Haug heiratete am 18. Juli 1929 Elisabeth geborene Lorentz.
Wilhelm Haug arbeitete als Verwaltungspraktikant. Nach der „Machtergreifung“ der Nationalsozialisten wurde er 1933 Verwaltungsobersekretär.
Im Zweiten Weltkrieg leistete er Kriegsdienst und fiel 1940 in Frankreich.

## Politik
Wilhelm Haug trat zum 14. Dezember 1925 der NSDAP bei (Mitgliedsnummer 24.398), zum 1. Dezember 1927 wieder aus und zum 9. Juli 1932 mit seiner alten Nummer wieder bei. Er gehörte 1932 bis 1933 in der 6. und 7. Legislaturperiode dem Landtag an. 1933 wurde er zum Bürgermeister in Darmstadt bestimmt. 1938 wurde er Gauamtsleiter in Darmstadt.